# Unia Scrantońska
Unia Scrantońska (en. Union of Scranton) – związek starokatolicki, którego biskupi są sygnatariuszami Deklaracji Scrantońskiej. Unię tworzą wspólnoty starokatolickie pozostające w pełnej komunii z Polskim Narodowym Kościołem Katolickim.

## Historia
Formowanie się Unii Scrantońskiej sięga początku XXI wieku, a ma bezpośredni związek z transformacją obyczajów kościelnych w łonie Unii Utrechckiej na przełomie XX i XXI wieku.
20 listopada 2003 roku Polski Narodowy Kościół Katolicki zadecydował o wystąpieniu z Unii Utrechckiej Kościołów Starokatolickich w sprzeciwie wobec zmian zachodzących w europejskich Kościołach starokatolickich, a dotyczących dopuszczenia do kapłaństwa kobiet i błogosławienia przez duchownych związków par homoseksualnych. Formalne wykluczenie PNKK z Unii podczas obrad Międzynarodowej Konferencji Biskupów Starokatolickich w Pradze pociągnęło za sobą dalsze kroki separatystyczne. 
W 2006 roku na XXII Synodzie PNKK powołana została komisja mająca na celu przygotowanie nowej deklaracji wiary - Deklaracji Scrantońskiej, a stanowiącej fundament dla tradycyjnej doktryny starokatolickiej, której strażnikami byliby biskupi Polskiego Narodowego Kościoła Katolickiego. Podstawą przygotowanego dokumentu stała się treść Deklaracji Utrechckiej z 1889 roku. 
W 2008 roku biskupi PNKK sygnowali Deklarację Scrantońską, którą zaakceptowała kościelna komisja doktrynalna PNKK (2009), następnie konferencja kapłańska PNKK (2009), a ostatecznie XXIII Synod PNKK (2010).
Unia Scrantońska jako związek Kościołów została zawiązana formalnie 26 lipca 2011 roku, gdy sygnatariuszem Deklaracji Scrantońskiej został biskup Roald Flemestad z Nordyckiego Kościoła Katolickiego i po raz pierwszy zebrała się jej Międzynarodowa Konferencja Biskupów.

## Członkowie Unii Scrantońskiej

### Kościoły Unii Scrantońskiej
- Polski Narodowy Kościół Katolicki
- Nordycki Kościół Katolicki

### Biskupi Unii Scrantońskiej
- Polski Narodowy Kościół Katolicki
  - Anthony Mikovsky
  - John Mack
  - Bernard Nowicki
  - Paul Sobiechowski

- Nordycki Kościół Katolicki
  - Roald Nikolai Flemestad
  - Ottar Myrseth